# Jung Ryeo-won
Jung Ryeo-won (em coreano:  정려원, nascida a 21 de janeiro de 1981) é uma atriz sul coreana. Começou a sua carreira artística como cantora a banda Chakra durante a década de 90, porém a sua popularidade começou a notar-se com a participação em séries televisivas da Coreia do Sul, designadamente Which Star Are You From (2006); Hello, Francesca (2005) ou My Lovely Sam Soon (2005), série esta onde desempenha o papel de Yoo Hee-jin. Em 2009 fez parte do elenco principal do filme Castaway on the Moon, como Kim Jung-Yeon.

## Biografia
A segunda filha de três, Jung nasceu em Seul, mas mais tarde emigrou para a Austrália. Foi educada em duas universidades, uma na Coreia, em Seul, e outra Griffith (Brisbane, Austrália).
Durante uma viagem à Coreia do Sul em 1999, Ryeo-won foi encontrou-se com um produtor e juntou-se directamente ao grupo musical Chakra, composto por Eani, Eun, Hwangbo e Bona. Apesar do trabalho em grupo, eles se separaram em 2004, para continuar cada um, uma carreira a solo. Jung, no entanto, continuou a sua carreira na televisão, começando com o papel de Yoo Hee-jin na série de televisão My Lovely Sam Soom de 2005, transmitido pela MBC em junho e julho do mesmo ano.
Em 2010, ela fez parte do filme Sleeping with the Enemy ("Dormindo com o Inimigo"), com o ator Kim Joo-Hyuk.

## Filmografia

### Séries
| Ano  | Título                         | Palel                               |
| ---- | ------------------------------ | ----------------------------------- |
| 2002 | Saxophone (KBS2)               | Ja-nam                              |
| 2003 | Argon (MBC)                    | Su-hyeon Kwon                       |
| 2004 | Banjun Drama (SBS)             | Apparition                          |
| 2004 | Father of the Ocean (MBC)      | Ju-Hong                             |
| 2005 | Hello Franceska (MBC)          | Elizabeth                           |
| 2005 | My Lovely Sam Soon (MBC)       | Yoo Hee-jin                         |
| 2005 | Autumn Shower (MBC)            | Park Yeon Seo                       |
| 2006 | Which Star Are You From (MBC)  | Kim Bok-shil/Lee Hye Su/Lee Hae-rim |
| 2009 | Princess Ja Myung Go (SBS)     | Princesse Ja-myeong                 |
| 2012 | History of the Salaryman (SBS) | Baek Yeo-chi                        |
| 2012 | The King of Dramas (SBS)       | Lee Go-eun                          |
| 2017 | Witch's Court (KBS2)           | Ma I-deum                           |

### Filmes
| Ano  | Título                     | Papel         |
| ---- | -------------------------- | ------------- |
| 2002 | Emergency 19               | Apparition    |
| 2005 | My Boyfriend Is Type B     | Bo-young      |
| 2007 | Two Faces of My Girlfriend | A-ni          |
| 2009 | Castaway on the Moon       | Kim Jung-yeon |
| 2011 | In Love And The War        | Sul-hee       |
| 2011 | Pain                       | Dong-hyun     |
| 2012 | Neverending Story          | Song-Kyung    |